# Höherer Kommandeur der Feld-Artillerieschulen
Der Höhere Kommandeur der Feld-Flakartillerie-Schulen war eine Dienststelle der deutschen Luftwaffe während des Zweiten Weltkrieges auf Divisionsebene die aus dem Führungsstab der 3. Flak-Brigade hervorging. Die Aufstellung erfolgte am 4. Juni 1941. Am 5. November 1944 wurde die Dienststelle zusammen mit dem Höheren Kommandeur der Flakartillerie-Schule zur Flakschul-Division zusammengelegt. Unterstellt war die Dienststelle dem General der Flakartillerie beim Reichsminister der Luftfahrt und Oberbefehlshaber der Luftwaffe. Das Stabsquartier befand sich in Berlin. Ihm unterstellt waren folgende Schulen:
- Luftgau-Flakartillerie-Schule III in Berlin-Marienfelde
- Luftgau-Flakartillerie-Schule VI in Lippstadt sowie Hilden
- Luftgau-Flakartillerie-Schule XI in Zingst sowie Busum
- Luftgau-Flakartillerie-Schule Belgien in Knokke
- Luftgau-Flakartillerie-Schule 11 in Barth
- Luftgau-Flakartillerie-Schule 12 in Kitzingen
- Luftgau-Flakartillerie-Schule 13 in Stolpmünde
- Luftgau-Flakartillerie-Schule 14 in Lippstadt
- Luftgau-Flakartillerie-Schule 15 in Brüsterort
- Luftgau-Flakartillerie-Schule 16 in München-Freimann
- Luftgau-Flakartillerie-Schule 17 in Wien-Stammersdorf
- Ausbildungsgruppe Luftsperrmittel in Bad Saarow
- Luftgau-Flakartillerie-Schule 20 in Nettunia
- Luftgau-Flakartillerie-Schule 30 in Antwerpen
- Luftgau-Flakartillerie-Schule 31 in Chartres
- Luftgau-Flakartillerie-Schule 40 in Mariupol
- Luftgau-Flakartillerie-Schule 41 in Marjina-Gorka bei Minsk
- Luftgau-Flakartillerie-Schule 42 in Lilaste bei Riga
- Luftgau-Flakartillerie-Schule 50 auf der Insel Tromöj in Norwegen
- Luftgau-Flakartillerie-Schule 51 in Kemijärvi in Finnland[1]

## Kommandeure
| Dienstgrad   | Name            | Datum                              |
| ------------ | --------------- | ---------------------------------- |
| Generalmajor | Erich Kressmann | 4. Juni 1941 bis April 1942        |
| Oberst       | Hans Simon      | April 1942 bis 14. März 1944       |
| Oberst       | Otto Stange     | 15. März 1944 bis 5. November 1944 |